# تئوری اثرگذاری
تئوری اثرگذاری (به انگلیسی: Doctrine of the affections) اولین بار به طور گسترده‌ای توسط موسیقی‌شناسان آلمانی به کار گرفته شد تا یک مفهوم استتیک که اساساً از حکمت یونان راجع به فصاحت و بلاغت در کلام آمده بود را در موسیقی باروک توضیح دهد. درست مانند نویسندگان و سخنوران باستان همچون ارسطو، سیسِرون و کوئین‌تیلیان، سخنرانان دوره‌ی باروک مفاهیم فصاحت و بلاغت را به کار می‌بردند تا عواطف شنوندگان خود را کنترل و هدایت کنند بنابراین در روش‌های فصاحت و بلاغت ایشان و همچنین رسالات موسیقی باروک، سخنران یا به طور مشابهی آهنگساز باید به طرف اثرگذاری شنوندگان حرکت می‌کرد. بر این اساس بود که تئوری‌دانان موسیقی در اواخر قرن شانزدهم و به خصوص قرن‌های هفدهم و هجدهم اصطلاح فصاحت و بلاغت را به همراه تعداد زیادی عناصر مشابه بین زبان و موسیقی به کار بردند. اکثر آهنگسازان پس از ۱۶۰۰ برای ایجاد احساساتی مانند غم، خشم، نفرت، لذت، عشق و حسادت که در ارتباط با کلام آثارشان باشد به جستجو پرداختند. 